# Baltic Volleyball League (maschile)
La Baltic Volleyball League è una competizione pallavolistica per squadre di club estoni, lettoni e lituane maschili, organizzata con cadenza annuale congiuntamente dalle federazioni pallavolistiche delle nazioni partecipanti (EVF, LVF e LTF).

## Edizioni
| Edizione         | Edizione          | Podio         | Podio           | Podio           |
| Anno             | Sede della finale | Campione      | Seconda         | Terza           |
| ---------------- | ----------------- | ------------- | --------------- | --------------- |
| 2005-06 Dettagli | Riga              | Ozolnieku     | Duo             | Rīga            |
| 2006-07 Dettagli | -                 | Audentese     | RTU Robežsardze | Rīga            |
| 2007-08 Dettagli | -                 | Audentese     | Duo             | RTU Robežsardze |
| 2008-09 Dettagli | -                 | Audentese     | Duo             | RTU Robežsardze |
| 2009-10 Dettagli | -                 | Audentese     | Duo             | RTU Robežsardze |
| 2010-11 Dettagli | -                 | Audentese     | Pärnu           | Ozolnieku       |
| 2011-12 Dettagli | -                 | Duo           | Audentese       | Pärnu           |
| 2012-13 Dettagli | -                 | TalTech       | Pärnu           | RTU Robežsardze |
| 2013-14 Dettagli | -                 | Audentese     | Duo             | RTU Robežsardze |
| 2014-15 Dettagli | -                 | Duo           | Audentese       | TalTech         |
| 2015-16 Dettagli | Pärnu             | Pärnu         | Biolars Jelgava | Ozolnieku       |
| 2016-17 Dettagli | Võru              | Rakvere       | Pärnu           | Duo             |
| 2017-18 Dettagli | Kuressaare        | Saaremaa      | Pärnu           | Jēkabpils Lūši  |
| 2018-19 Dettagli | Tartu             | Duo           | Saaremaa        | Pärnu           |
| 2019-20 Dettagli | Non assegnata     | Non assegnata | Non assegnata   | Non assegnata   |
| 2020-21 Dettagli | Kuressaare        | Audentese     | Saaremaa        | Jēkabpils Lūši  |
| 2021-22 Dettagli | Tartu             | Duo           | TalTech         | Pärnu           |
| 2022-23 Dettagli | Tartu             | Duo           | RTU Robežsardze | Ezerzeme        |
| 2023-24 Dettagli | Tallinn           | TalTech       | Duo             | Jēkabpils Lūši  |

## Palmarès per club
| Squadra   | Titolo | Edizione                                                      |
| --------- | ------ | ------------------------------------------------------------- |
| Audentese | 7      | 2006-07, 2007-08, 2008-09, 2009-10, 2010-11, 2013-14, 2020-21 |
| Duo       | 5      | 2011-12, 2014-15, 2018-19, 2021-22, 2022-23                   |
| TalTech   | 2      | 2012-13, 2023-24                                              |
| Ozolnieku | 1      | 2005-06                                                       |
| Pärnu     | 1      | 2015-16                                                       |
| Rakvere   | 1      | 2016-17                                                       |
| Saaremaa  | 1      | 2017-18                                                       |

## Palmarès per nazioni
| Nazione  | Titolo |
| -------- | ------ |
| Estonia  | 17     |
| Lettonia | 1      |